# Wojciech Hornowicz
Leon Wojciech Hornowicz (ur. 22 września 1945 w Pawłodarze, zm. 26 września 1982 w Geesthacht) – polski konstruktor, producent aparatury nagłaśniającej i reżyser dźwięku.

## Życiorys
Wraz z Markiem Wallem i Adamem Labogą uczęszczał do Wojskowych Zakładów Radiotechnicznych w Czernicy po czym otworzył we Wrocławiu własną, działającą w lokalnym podziemiu firmę Horn. Był jednym z pierwszych w Polsce konstruktorów, którzy wykonywali gitarowe wzmacniacze lampowe – konstruował także kolumny głośnikowe i efekty gitarowe. Produkty te, których konstrukcja oparta była na sprzęcie firmy Peavey. Używane były w latach 60. przez większość wrocławskich formacji, a także wiele zespołów rockowych z innych części kraju. Jego wyroby przewyższały mocą, sprawnością i jakością dostępne w sklepach państwowe produkty (stanowiły klasę samą w sobie nawet wśród tzw. podróbek). Od roku 1964 Hornowicz współpracował z wrocławskim zespołem rock and rollowym Błękitne Cienie. Był twórcą jego znakomitego brzmienia, które wyróżniało się na tle innych grup beatowych w tym okresie. W tym samym roku, jako pierwszy w Polsce skonstruował na potrzeby gitarzysty Romualda Piaseckiego z Błękitnych Cieni tzw. fuzz-box. W 1965 roku, w przeddzień koncertu The Animals w Hali Ludowej we Wrocławiu naprawił wzmacniacz należący do grupy, który zepsuł się podczas próby. W 1967 roku za sprawą Piaseckiego znalazł się w Grupie I, Elarze 5, a w maju 1968 roku rozpoczął współpracę z zespołem Romuald & Roman, któremu przerabiał i uzdatniał sprzęt elektroniczny oraz nagłaśniał koncerty formacji. W 1972 roku zamontował wierną kopię (z autorskimi rozwiązaniami innowacyjnymi) zachodniego, hendrixowskiego fuzza w gitarze basowej Kazimierza Cwynara, który uruchamiał go przełącznikiem – jest słyszalny w nagraniach z longplaya Nurt. W momencie, gdy dołączył do niego Marek Wall, powstała ich wspólna firma Horn-Wall, która również opiekowała się zespołem Romuald & Roman od strony technicznej, jednocześnie przyjmując inne zamówienia. Wspólnie skonstruowali oparty na tranzystorach 24-kanałowy mikser (jego budowę dokończył kilka lat później Wall) i 150-watowe kolumny dla Czesława Niemena na XI Krajowy Festiwal Piosenki Polskiej w Opolu (1973), a także 120-watowy wzmacniacz dla Józefa Skrzeka (SBB) i wiele innych wyrobów elektronicznych. Firma Horn-Wall przestała istnieć w momencie, gdy Wall został akustykiem w zespole Niemena i w 1976 roku założył swoją własną, oficjalną firmę.
Wojciech Hornowicz uwieczniony jest razem z grupą rockową Romuald i Roman na zdjęciach z planu filmowego, kręconego w 1971 roku we Wrocławiu filmu Trąd w reż. Andrzeja Trzosa-Rastawieckiego.